# Командование сил специальных операций Корпуса морской пехоты США
Командование сил специальных операций Корпуса морской пехоты США (КССО КМП США) — высший командный орган войск СпН в составе КМП США, осуществляющим оперативное планирование и управление боевым применением частей и подразделений СпН в составе КМП.
КССО КМП сформировано в составе Командования специальных операций США 24 апреля 2006 г., главные его органы управления и подчиненные части войск СпН расквартированы на территории КМП «Кэмп-Лежен» (Джексонвилль, Северная Каролина). 
В состав подчиненных подразделений и частей КССО КМП США входят:
- Рейдерский полк морской пехоты трёхбатальонного (1, 2, 3 батальоны СпН КМП) состава, расквартированный на базах КМП США на восточном («Кэмп-Лежен», г. Джексонвилл) и западном («Кэмп-Пендлтон», г. Сан-Диего) побережьях США.
- Рейдерская группа поддержки морской пехоты (Marine Raider Support Group) (сокр. MSRG) в Кэмп-Лежене. Группа поддержки, состоящая из штабной роты и 1-го, 2-го и 3-го батальонов, содержит административные и вспомогательные средства командования. MRSG готовит, оснащает, структурирует и предоставляет специально подготовленные силы морской пехоты для усиления MSOT, включая оперативное материально-техническое обеспечение, разведку морской пехоты, многоцелевых кинологических специалистов, группы управления огневой мощью и средства связи для обеспечения выполнения задач специальных операций по всему миру.
- Рейдерский учебный центр морской пехоты (Marine Raider Training Center) в Кэмп-Лежене.

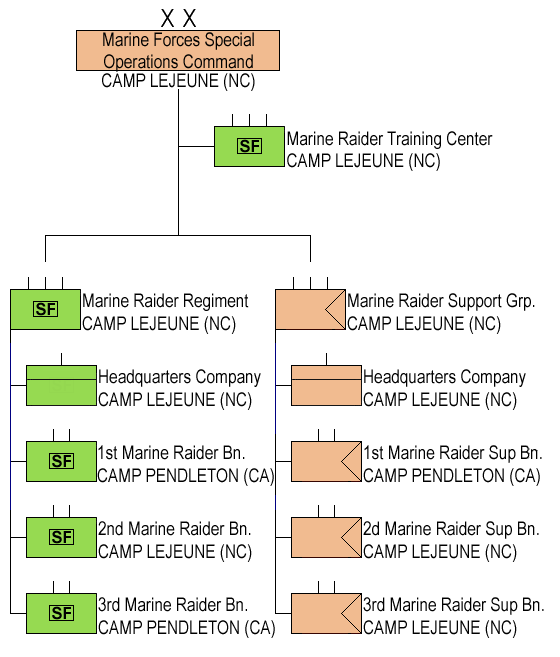
Состав Командования сил СпН КМП США.